# Élections législatives de 1993 en Vaucluse
Les élections législatives françaises de 1993 se déroulent les 21 et 28 mars 1993. Dans le département de Vaucluse, quatre députés sont à élire dans le cadre de quatre circonscriptions.

## Élus
| Circonscription | Député sortant      | Parti | Parti | Député élu ou réélu | Parti | Parti    |
| --------------- | ------------------- | ----- | ----- | ------------------- | ----- | -------- |
| 1re             | Guy Ravier          |       | PS    | Marie-Josée Roig    |       | RPR      |
| 2e              | André Borel         |       | PS    | Yves Rousset-Rouard |       | UDF (PR) |
| 3e              | Jean-Michel Ferrand |       | RPR   | Jean-Michel Ferrand |       | RPR      |
| 4e              | Jean Gatel          |       | PS    | Thierry Mariani     |       | RPR      |

## Positionnement des partis
Les candidats d'alliance RPR-UDF et divers droite se présentent sous la bannière de l'Union pour la France et ceux du Parti socialiste derrière l'Alliance des Français pour le Progrès. Par ailleurs, Les Verts et Génération écologie s'unissent sous l'étiquette Entente des écologistes.

## Résultats

### Résultats à l'échelle du département
| Parti                 | Parti                                 | Premier tour | Premier tour | Second tour | Second tour | Sièges |
| Parti                 | Parti                                 | Voix         | %            | Voix        | %           | Sièges |
| --------------------- | ------------------------------------- | ------------ | ------------ | ----------- | ----------- | ------ |
|                       | Rassemblement pour la République      | 53 047       | 24,86        | 77 181      | 38,28       | 3      |
|                       | Union pour la démocratie française    | 21 144       | 9,91         | 29 281      | 14,52       | 1      |
|                       | Divers droite                         | 3 873        | 1,82         |             |             | 0      |
|                       | Union pour la France                  | 78 064       | 36,59        | 106 462     | 52,81       | 4      |
|                       |                                       |              |              |             |             |        |
|                       | Parti socialiste                      | 36 940       | 17,31        | 43 876      | 21,76       | 0      |
|                       | Divers gauche (Maj. prés.)            | 4 943        | 2,32         |             |             | 0      |
|                       | Alliance des Français pour le progrès | 41 883       | 19,63        | 43 876      | 21,76       | 0      |
|                       |                                       |              |              |             |             |        |
|                       | Génération écologie                   | 10 321       | 4,84         |             |             | 0      |
|                       | Les Verts                             | 7 009        | 3,29         | 0           |             |        |
|                       | Entente des écologistes               | 17 330       | 8,12         |             |             | 0      |
|                       |                                       |              |              |             |             |        |
|                       | Front national                        | 44 594       | 20,90        | 51 272      | 25,43       | 0      |
|                       | Parti communiste français             | 19 365       | 9,08         |             |             | 0      |
|                       | Divers écologiste dont LT-LNÉ         | 6 682        | 3,13         | 0           |             |        |
|                       | Divers dont PLN                       | 4 585        | 2,15         | 0           |             |        |
|                       | Extrême gauche dont PT                | 459          | 0,22         | 0           |             |        |
|                       | Extrême droite                        | 386          | 0,18         | 0           |             |        |
|                       |                                       |              |              |             |             |        |
| Inscrits              | Inscrits                              | 317 648      | 100,00       | 317 405     | 100,00      | 4      |
| Abstentions           | Abstentions                           | 92 316       | 29,06        | 90 974      | 28,66       |        |
| Votants               | Votants                               | 225 332      | 70,94        | 226 431     | 71,34       |        |
| Blancs et nuls        | Blancs et nuls                        | 11 984       | 5,32         | 24 821      | 10,96       |        |
| Exprimés              | Exprimés                              | 213 348      | 94,68        | 201 610     | 89,04       |        |
| Source : Data.gouv.fr |                                       |              |              |             |             |        |

### Résultats par circonscription

#### Première circonscription (Avignon)
| Candidat       | Candidat              | Parti             | Premier tour | Premier tour | Second tour | Second tour |  |
| Candidat       | Candidat              | Parti             | Voix         | %            | Voix        | %           |  |
| -------------- | --------------------- | ----------------- | ------------ | ------------ | ----------- | ----------- |  |
|                | Marie-Josée Roig élue | RPR (UPF)         | 11 713       | 26,12        | 21 975      | 59,44       |  |
|                | Jacques Bompard       | FN                | 10 330       | 23,03        | 14 997      | 40,56       |  |
|                | Guy Ravier sortant    | PS (ADFP)         | 7 868        | 17,54        |             |             |  |
|                | Jean-Pierre Roux      | Divers droite     | 3 873        | 8,64         |             |             |  |
|                | René Pélisson         | Les Verts (EÉ)    | 3 817        | 8,51         |             |             |  |
|                | Marcelle Landau       | PCF               | 2 939        | 6,55         |             |             |  |
|                | Mouloud Rezouali      | Divers            | 1 160        | 2,59         |             |             |  |
|                | Ange Pavinato         | LT-LNÉ            | 1 143        | 2,55         |             |             |  |
|                | Alain Emphoux         | Divers gauche     | 660          | 1,47         |             |             |  |
|                | Bruno Sevin           | UÉD               | 481          | 1,07         |             |             |  |
|                | Nicole Calvet         | PT                | 459          | 1,02         |             |             |  |
|                | Sylvain Iordanoff     | MDR               | 231          | 0,52         |             |             |  |
|                | Anita Ortega          | PLN               | 157          | 0,35         |             |             |  |
|                | Régis Botella         | Divers écologiste | 18           | 0,04         |             |             |  |
|                |                       |                   |              |              |             |             |  |
| Inscrits       | Inscrits              | Inscrits          | 68 165       | 100,00       | 68 165      | 100,00      |  |
| Abstentions    | Abstentions           | Abstentions       | 21 018       | 30,83        | 23 178      | 34          |  |
| Votants        | Votants               | Votants           | 47 147       | 69,17        | 44 987      | 66          |  |
| Blancs et nuls | Blancs et nuls        | Blancs et nuls    | 2 298        | 4,87         | 8 015       | 17,82       |  |
| Exprimés       | Exprimés              | Exprimés          | 44 849       | 95,13        | 36 972      | 82,18       |  |

#### Deuxième circonscription (Apt - Cavaillon)
| Candidat       | Candidat                   | Parti          | Premier tour | Premier tour | Second tour | Second tour |  |
| Candidat       | Candidat                   | Parti          | Voix         | %            | Voix        | %           |  |
| -------------- | -------------------------- | -------------- | ------------ | ------------ | ----------- | ----------- |  |
|                | Yves Rousset-Rouard élu    | UDF (PR)       | 21 144       | 32,29        | 29 281      | 42,71       |  |
|                | Thibaut de la Tocnaye      | FN             | 13 557       | 20,71        | 13 112      | 19,13       |  |
|                | André Borel sortant        | PS (ADFP)      | 13 472       | 20,58        | 26 164      | 38,16       |  |
|                | René Volot                 | GÉ (EÉ)        | 6 203        | 9,47         |             |             |  |
|                | Annick Roche               | PCF            | 6 184        | 9,44         |             |             |  |
|                | Nicole Angley              | LT-LNÉ         | 2 530        | 3,86         |             |             |  |
|                | Pierre Priolet             | Divers         | 1 532        | 2,34         |             |             |  |
|                | Christiane Mourey-Aguitton | Divers         | 854          | 1,30         |             |             |  |
|                |                            |                |              |              |             |             |  |
| Inscrits       | Inscrits                   | Inscrits       | 98 125       | 100,00       | 98 111      | 100,00      |  |
| Abstentions    | Abstentions                | Abstentions    | 28 704       | 29,25        | 25 563      | 26,06       |  |
| Votants        | Votants                    | Votants        | 69 421       | 70,75        | 72 548      | 73,94       |  |
| Blancs et nuls | Blancs et nuls             | Blancs et nuls | 3 945        | 5,68         | 3 991       | 5,5         |  |
| Exprimés       | Exprimés                   | Exprimés       | 65 476       | 94,32        | 68 557      | 94,5        |  |

#### Troisième circonscription (Carpentras)
| Candidat       | Candidat                          | Parti          | Premier tour | Premier tour | Second tour | Second tour |  |
| Candidat       | Candidat                          | Parti          | Voix         | %            | Voix        | %           |  |
| -------------- | --------------------------------- | -------------- | ------------ | ------------ | ----------- | ----------- |  |
|                | Jean-Michel Ferrand sortant réélu | RPR (UPF)      | 21 919       | 41,10        | 29 783      | 67,55       |  |
|                | Guy Macary                        | FN             | 11 182       | 20,96        | 14 309      | 32,45       |  |
|                | Michel Maurin                     | PS (ADFP)      | 5 536        | 10,38        |             |             |  |
|                | Nicette Aubert                    | PCF            | 4 992        | 9,36         |             |             |  |
|                | Étienne De Menthon                | GÉ (EÉ)        | 4 118        | 7,62         |             |             |  |
|                | Christian Gros                    | Divers gauche  | 3 568        | 6,69         |             |             |  |
|                | Georges Bouyaud                   | LT-LNÉ         | 1 307        | 2,45         |             |             |  |
|                | Lucien Chevalier                  | MDC            | 715          | 1,34         |             |             |  |
|                | Marc Droudun                      | Divers droite  | 0            | 0            |             |             |  |
|                |                                   |                |              |              |             |             |  |
| Inscrits       | Inscrits                          | Inscrits       | 79 460       | 100,00       | 79 247      | 100,00      |  |
| Abstentions    | Abstentions                       | Abstentions    | 23 097       | 29,07        | 25 133      | 31,71       |  |
| Votants        | Votants                           | Votants        | 56 363       | 70,93        | 54 114      | 68,29       |  |
| Blancs et nuls | Blancs et nuls                    | Blancs et nuls | 3 026        | 5,37         | 10 022      | 18,52       |  |
| Exprimés       | Exprimés                          | Exprimés       | 53 337       | 94,63        | 44 092      | 81,48       |  |

#### Quatrième circonscription (Orange)
|                | Thierry Mariani élu     | RPR (UPF)      | 19 415 | 39,08  | 25 423 | 48,90  |  |  |  |  |  |
|                | Jean Gatel sortant      | PS (ADFP)      | 10 064 | 20,26  | 17 712 | 34,07  |  |  |  |  |  |
|                | Marie-Claude Bompard    | FN             | 9 525  | 19,17  | 8 854  | 17,03  |  |  |  |  |  |
|                | Georges Sabatier        | PCF            | 5 250  | 10,57  |        |        |  |  |  |  |  |
|                | Serge Boyer             | Les Verts (EÉ) | 3 192  | 6,42   |        |        |  |  |  |  |  |
|                | Marie-Christine Kriegel | LT-LNÉ         | 1 203  | 2,42   |        |        |  |  |  |  |  |
|                | Serge Lafont            | Extrême droite | 386    | 0,78   |        |        |  |  |  |  |  |
|                | Fatima Bouhassoun       | Divers (FP)    | 338    | 0,68   |        |        |  |  |  |  |  |
|                | Yves Boissier           | Divers         | 313    | 0,63   |        |        |  |  |  |  |  |
|                |                         |                |        |        |        |        |  |  |  |  |  |
| Inscrits       | Inscrits                | Inscrits       | 71 898 | 100,00 | 71 882 | 100,00 |  |  |  |  |  |
| Abstentions    | Abstentions             | Abstentions    | 19 497 | 27,12  | 17 100 | 23,79  |  |  |  |  |  |
| Votants        | Votants                 | Votants        | 52 401 | 72,88  | 54 782 | 76,21  |  |  |  |  |  |
| Blancs et nuls | Blancs et nuls          | Blancs et nuls | 2 715  | 5,18   | 2 793  | 5,1    |  |  |  |  |  |
| Exprimés       | Exprimés                | Exprimés       | 49 686 | 94,82  | 51 989 | 94,9   |  |  |  |  |  |